# Eiler Holck
 Der er flere personer med dette navn, se Eiler Holck (1695-1740).
Eiler lensbaron Holck (4. juni 1627 – 28. juni 1696) var en dansk baron.
Eiler Holck blev som ung uddannet i fremmed krigstjeneste, men var i dansk tjeneste under svenskekrigene, hvor han efter sin ven Ulrik Christian Gyldenløves død i 1658 blev udnævnt til oberst ved dragonerne og overtog dennes regiment. Han blev efter krigen kommandant af Kronborg, amtmand i Kronborg Amt. I 1664 blev han generalmajor i infanteriet og assessor i krigskollegiet. I 1671 blev han kommandant på Fyn, og overtog i 1672 det til ham oprettede friherreskab Holckenhavn.
Eiler Holck giftede sig i 1655 med Lisbeth Høeg, der var datter af Mogens Høeg til Kærgaardsholm. Hun døde i 1672 og han giftede sig igen i 1678 med den kun 20 år gamle Ingeborg Dorothea Vind , datter af gehejmeråd Holger Vind.